# Club sportif Noisy-le-Grand
Il Club sportif Noisy-le-Grand, meglio noto come CS Noisy-le-Grand o Noisy-le-Grand, è un club di hockey su pista avente sede a Noisy-le-Grand. I suoi colori sociali sono l'arancione e il nero.
Nella sua storia ha vinto in ambito nazionale una Coppa di Francia.
La squadra disputa le proprie gare interne presso il Gymnase des Yvris a Noisy-le-Grand.

## Cronistoria
| Cronistoria del Club sportif Noisy-le-Grand |
| --- |
| - 1981 · Fondazione del Club sportif Noisy-le-Grand - 1981-1985 · Attività giovanile. - 1985-1986 · Nationale 3. - 1986-1987 · Nationale 3. - 1987-1988 · Nationale 3. - 1988-1989 · Nationale 3. - 1989-1990 · Nationale 3. - 1990-1991 · Nationale 3. - 1991-1992 · Nationale 3. - 1992-1993 · Nationale 3. - 1993-1994 · Nationale 3. - 1994-1995 · Nationale 3. - 1995-1996 · Nationale 3. - 1996-1997 · Nationale 3. - 1997-1998 · Nationale 3. Promosso in Nationale 2. - 1998-1999 · Nationale 2. - 1999-2000 · Nationale 2. Promosso in Nationale 1. - 2000-2001 · 9º prima fase, 1º girone retrocessione in Nationale 1. - 2001-2002 · 9º in Nationale 1. - 2002-2003 · ? in Nationale 1. Retrocesso in Nationale 2. - 2003-2004 · Nationale 2. Promosso in Nationale 1. Eliminato in semifinale di Coppa di Francia. - 2004-2005 · 10º in Nationale 1. Eliminato in semifinale di Coppa di Francia. - 2005-2006 · 7º in Nationale 1. Eliminato ai quarti di finale di Coppa di Francia. - 2006-2007 · 7º in Nationale 1. Eliminato agli ottavi di finale di Coppa di Francia. - 2007-2008 · 9º in Nationale 1. Eliminato agli ottavi di finale di Coppa di Francia. - 2008-2009 · 6º in Nationale 1. Eliminato agli ottavi di finale di Coppa di Francia. - 2009-2010 · 10º in Nationale 1. Eliminato ai quarti di finale di Coppa di Francia. Eliminato al primo turno di Coppa CERS. - 2010-2011 · 10º in Nationale 1. Retrocesso in Nationale 2. Eliminato agli ottavi di finale di Coppa di Francia. - 2011-2012 · Nationale 2. Promosso in Nationale 1. Eliminato ai quarti di finale di Coppa di Francia. - 2012-2013 · 8º in Nationale 1. Eliminato ai quarti di finale di Coppa di Francia. - 2013-2014 · 8º in Nationale 1. Finalista di Coppa di Francia. - 2014-2015 · 9º in Nationale 1. Eliminato ai quarti di finale di Coppa di Francia. Eliminato al primo turno di Coppa CERS. - 2015-2016 · 10º in Nationale 1. Eliminato agli ottavi di finale di Coppa di Francia. - 2016-2017 · 7º in Nationale 1. Eliminato ai quarti di finale di Coppa di Francia. - 2017-2018 · 4º in Nationale 1. Finalista di Coppa di Francia. Eliminato agli ottavi di finale di Coppa CERS. - 2018-2019 · 10º in Nationale 1. Eliminato agli ottavi di finale di Coppa di Francia. Eliminato al primo turno di Coppa WSE. - 2019-2020 · 5º in Nationale 1. Vince la Coppa di Francia (1º titolo). Stagione interrotta a causa della pandemia di COVID-19. - 2020-2021 · 5º in Nationale 1 . - 2021-2022 · 5º in Nationale 1. Eliminato agli ottavi di finale di Coppa di Francia. Eliminato ai quarti di finale di Coppa WSE. |

## Palmarès

### Competizioni nazionali
1 trofeo
- Coppa di Francia: 1

2019-2020

### Altri piazzamenti
- Coppa di Francia

Finale: 2013-2014, 2017-2018
Semifinale: 2003-2004, 2004-2005

## Statistiche

### Partecipazioni ai campionati
| Livello | Categoria   | Partecipazioni | Debutto   | Ultima stagione | Totale |
| ------- | ----------- | -------------- | --------- | --------------- | ------ |
| 1º      | Nationale 1 | 20             | 2000-2001 | 2021-2022       | 20     |
| 2º      | Nationale 2 | 4              | 1998-1999 | 2011-2012       | 4      |
| 3º      | Nationale 3 | 13             | 1985-1986 | 1997-1998       | 13     |

### Partecipazioni alla coppe nazionali
| Competizione     | Partecipazioni | Debutto   | Ultima stagione |
| ---------------- | -------------- | --------- | --------------- |
| Coppa di Francia | 18             | 2003-2004 | 2021-2022       |

### Partecipazioni alla coppe internazionali
| Competizione   | Partecipazioni | Debutto   | Ultima stagione |
| -------------- | -------------- | --------- | --------------- |
| Coppa CERS/WSE | 5              | 2009-2010 | 2021-2022       |